# Middenmotor

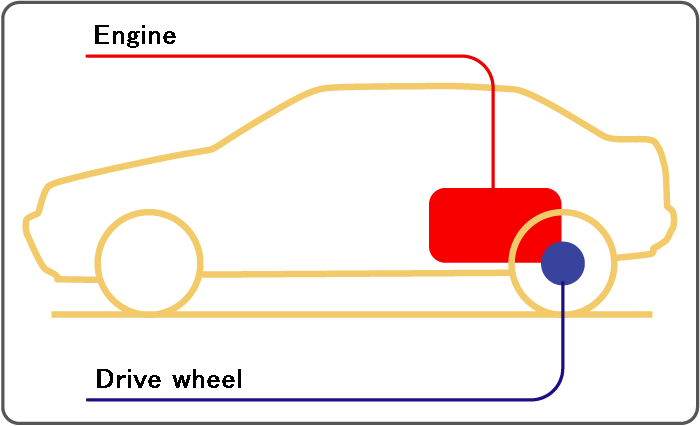
Een schematische weergave van een middenmotoraandrijving in een personenauto

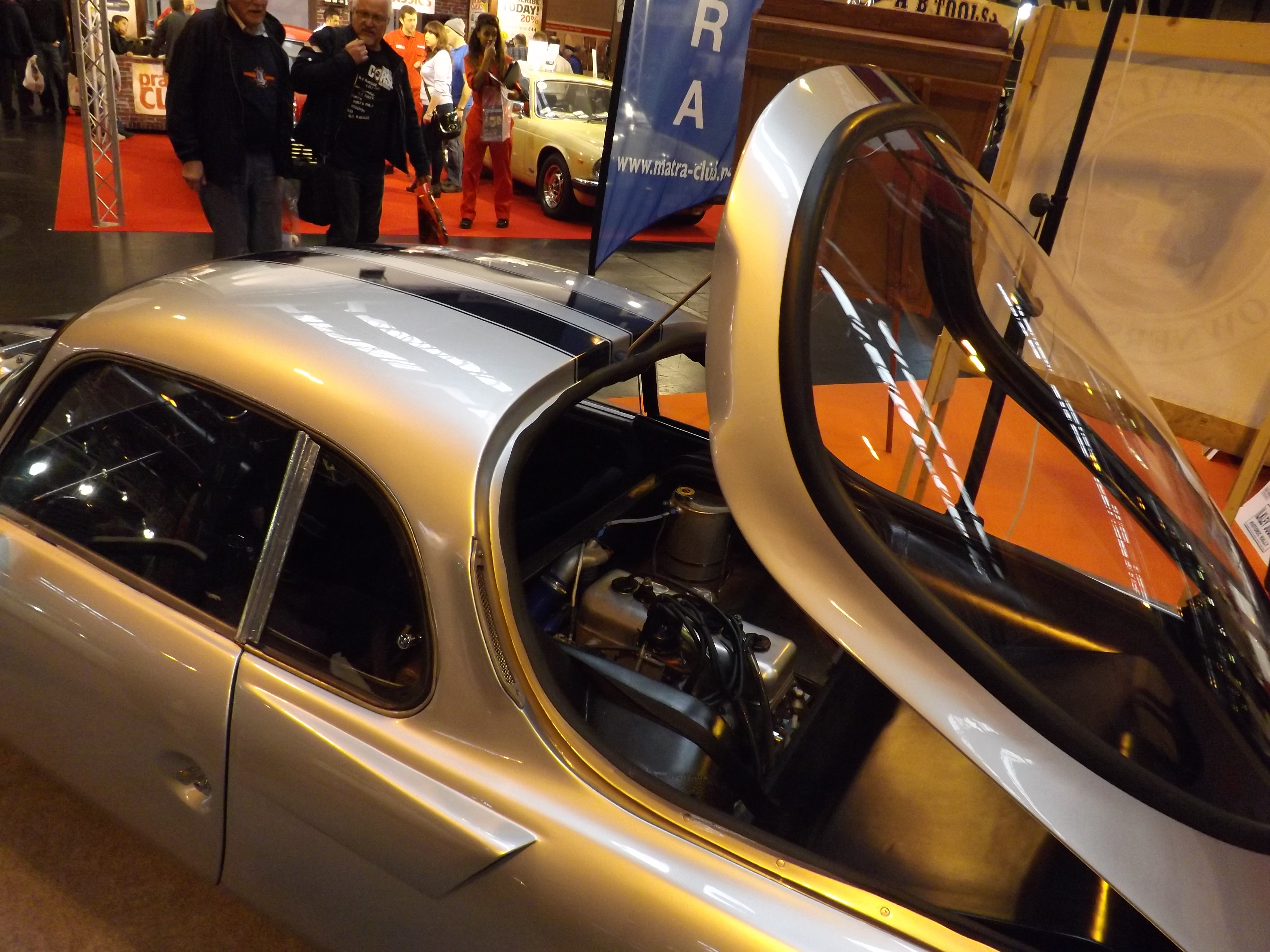
Middenmotor in de Rene Bonnet Djet 1 (1964)

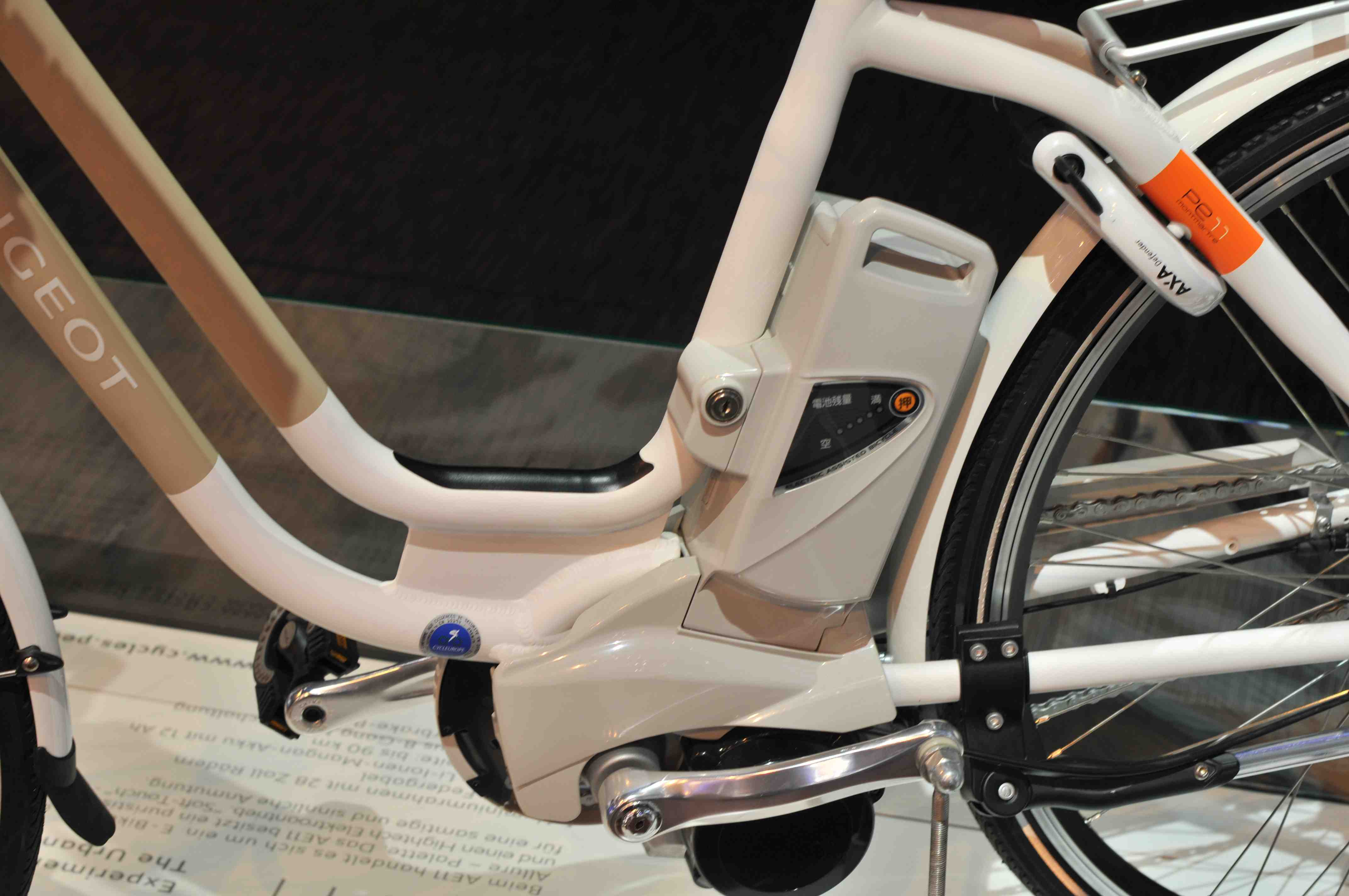
Middenmotor op een elektrische fiets

Een middenmotor is bij voertuigen een motor die zich tussen de voor- en achteras bevindt. Meestal is de middenmotor iets voor de achteras geplaatst, en drijft hij de achteras aan, maar ook andere opstellingen komen voor. Bij de Citroën DS ligt de motor direct achter de vooras en drijft hij de voorwielen aan.

Bij elektrische fietsen drijft de middenmotor meestal de trapas aan, dit in tegenstelling tot naafmotoren die het voorwiel of het achterwiel aandrijven.
Een bijzondere versie van de middenmotor is de underfloor motor waarbij de motor niet alleen tussen de assen is geplaatst, maar bovendien onder de vloer. De underfloor motor werd veelal in bussen toegepast, tot de heckmotor standaard werd.
Middenmotoren zijn niet nieuw; de Rumpler-Tropfenwagen (1921) had al een middenmotor. In Formule 1-racewagens is de middenmotor sinds de jaren zestig standaard. Veel sportwagens zijn met een middenmotor uitgerust.

## Technische voor- en nadelen
Het voordeel van een voertuig met middenmotor is dat de gewichtsverdeling beter is en dat er vrijwel geen onderstuur of overstuur optreedt. Een nadeel is dat de motor vaak slecht toegankelijk is, wat het onderhoud lastiger maakt. Ook neemt de motor veel plaats in waardoor inzittenden op de achterbank weinig ruimte hebben. Tweezits sportwagens kennen dat bezwaar niet.

## Bekende voertuigen met middenmotor
- Matra Bagheera
- Porsche 914
- Porsche Boxster
- Toyota MR2